# Budowo (gmina)
Budowo (do 1954 Motarzyno) – dawna gmina wiejska istniejąca w latach 1973–1976 w woj. koszalińskim i woj. słupskim (dzisiejsze woj. pomorskie). Siedzibą władz gminy było Budowo.
Gmina Budowo została utworzona 1 stycznia 1973 w powiecie bytowskim w woj. koszalińskim. 1 czerwca 1975 gmina weszła w skład nowo utworzonego woj. słupskiego.
1 lipca 1976 gmina została zniesiona, a jej tereny przyłączone do gmin:
- Czarna Dąbrówka (obszary sołectw: Nożynko i Unichowo),
- Dębnica Kaszubska (obszary sołectw: Budowo, Gałęzów, Jawory, Motarzyno, Kotowo i Niepoględzie),
- Kołczygłowy (obszar sołectwa Gałęźnia Wielka).